# Ossi Oswalda
Ossi Oswalda, all'anagrafe Oswalda Stäglich (Niederschönhausen, 2 febbraio 1897 – Praga, 7 marzo 1947), è stata un'attrice tedesca del cinema muto.

## Biografia
Oswalda nacque a Niederschönhausen, figlia di un professore di liceo che morì quando lei aveva solo quattro anni. La bambina crebbe con la sola madre, che era sorda. Studiò danza con Eva Peter e diventò ballerina in un teatro di Berlino dove, nel 1916, venne scoperta da Hanns Kräly che le fece conoscere Ernst Lubitsch. Tra il 1916 e il 1920, lavorò quasi esclusivamente per Lubitsch, girando una dozzina di film, la maggior parte dei quali è andata perduta.
Anche altri registi hanno saputo sfruttare il suo talento. Impertinente e sfacciata, era l'idolo dei suoi ammiratori che le diedero il nome di Mary Pickford tedesca ("die deutsche Mary Pickford"). Fu una delle più grandi stelle del primo cinema muto tedesco insieme a Henny Porten e Asta Nielsen.
Nel 1921, fondò una propria casa di produzione, la Ossi-Oswalda-Film la cui direzione venne affidata al marito dell'epoca, il barone Gustav von Koczian. L'attore Victor Janson, suo partner sullo schermo, diventò regista. Dal 1925, venne messa sotto contratto dall'UFA girando fino al 1930 una cinquantina di pellicole.
L'avvento del sonoro segnò la fine della sua carriera cinematografica. Nel 1943, scrisse la sceneggiatura di un film. Fu l'ultima volta che lavorò per il cinema. Ritiratasi, il suo nome, una volta celebre, venne ben presto dimenticato. Morì a Praga nell'indigenza, il 7 marzo 1947.

## Filmografia
La filmografia è completa.

### Attrice
- Nächte des Grauens, regia di Richard Oswald e Arthur Robison (1916)
- Pinkus l'emporio della scarpa (Schuhpalast Pinkus), regia di Ernst Lubitsch (1916)
- Tenente per ordini superiori (Leutnant auf Befehl), regia di Danny Kaden (1916)
- Der Hilferuf, regia di Adolf Gärtner (1916)
- Società tenori (Der G.m.b.H. Tenor), regia di Ernst Lubitsch (1916)
- Il diario di Ossi (Ossis Tagebuch), regia di Ernst Lubitsch (1917)
- Quando quattro persone fanno la stessa cosa (Wenn vier dasselbe tun), regia di Ernst Lubitsch (1917)
- L'allegra prigione (Das fidele Gefängnis), regia di Ernst Lubitsch (1917)
- Il principe Sami (Prinz Sami), regia di Ernst Lubitsch (1918)
- Il cavaliere del toboga (Der Rodelkavalier), regia di Ernst Lubitsch (1918)
- Dem Licht entgegen, regia di Georg Jacoby (1918)
- Non vorrei essere un uomo (Ich mochte kein Mann sein), regia di Ernst Lubitsch (1918)
- La ragazza del balletto (Das Mädel vom Ballet), regia di Ernst Lubitsch (1918)
- Meyer il berlinese (Meyer aus Berlin), regia di Ernst Lubitsch (1919)
- Meine Frau, die Filmschauspielerin, regia di Ernst Lubitsch (1919)
- La ragazza della Svevia (Das Schwabenmädel), regia di Ernst Lubitsch (1919)
- La principessa delle ostriche (Die Austernprinzessin), regia di Ernst Lubitsch (1919)
- La bambola di carne (Die Puppe), regia di Ernst Lubitsch (1919)
- Die Wohnungsnot, regia di Ernst Lubitsch (1920)
- Ossy e i suoi cani (Hundemamachen), regia di Rudolf Biebrach (1920)
- Pensione Tempesta (Kakadu und Kiebitz), regia di Erich Schönfelder (1920)
- Pettegola intrigante (Putschliesel), regia di Erich Schönfelder (1920)
- Amor am Steuer, regia di Victor Janson (1921)
- Das Mädel mit der Maske, regia di Victor Janson (1922)
- Der blinde Passagier, regia di Victor Janson (1922)
- Das Milliardensouper, regia di Victor Janson (1923)
- Colibri, regia di Victor Janson (1924)
- Ein Weihnachtsfilm für Große, regia di Paul Heidemann (1924)
- Niniche, regia di Victor Janson (1925)
- Blitzzug der Liebe, regia di Johannes Guter (1925)
- Das Mädchen mit der Protektion, regia di Max Mack (1925)
- Herrn Filip Collins Abenteuer, regia di Johannes Guter (1926)
- Die Fahrt ins Abenteuer, regia di Max Mack (1926)
- Die Kleine vom Varieté, regia di Hanns Schwarz (1926)
- Das Mädel auf der Schaukel, regia di Felix Basch (1926)
- Schatz, mach' Kasse, regia di Felix Basch (1926)
- Gräfin Plättmamsell, regia di Constantin J. David (1926)
- Wochenend wider Willen, regia di Ernst Winar (1927)
- Eine tolle Nacht, regia di Richard Oswald (1927)
- Frühere Verhältnisse, regia di Arthur Bergen (1927)
- Ein schwerer Fall, regia di Felix Basch (1927)
- Florette e Patapon, regia di Amleto Palermi (1927)
- Es zogen drei Burschen, regia di Carl Wilhelm (1928)
- Eddy Polo mit Pferd und Lasso, regia di Willi Hoffmann e Eddie Polo (1928)
- Ossi hat die Hosen an, regia di Carl Boese (1928)
- Die Wochenendbraut, regia di Georg Jacoby (1928)
- Das Haus ohne Männer, regia di Rolf Randolf (1928)
- Die vierte von rechts, regia di Conrad Wiene (1929)
- Der Dieb im Schlafcoupée, regia di Richard Löwenbein (1929)
- Der keusche Josef, regia di Georg Jacoby (1930)
- Der Stern von Valencia, regia di Alfred Zeisler (1933)

### Film o documentari dove appare Ossi Owalda
- Rund um die Liebe, regia di Oskar Kalbus - filmati di repertorio (1929)

### Produttrice
- Amor am Steuer, regia di Victor Janson (1921)
- Das Mädel mit der Maske, regia di Victor Janson (1922)
- Der blinde Passagier, regia di Victor Janson (1922)
- Das Milliardensouper, regia di Victor Janson (1923)
- Colibri, regia di Victor Janson (1924)

### Sceneggiatrice
- Ctrnáctý u stolu, regia di Oldrich Nový e Antonín Zelenka - storia (1943)